# Incidente di Isshi

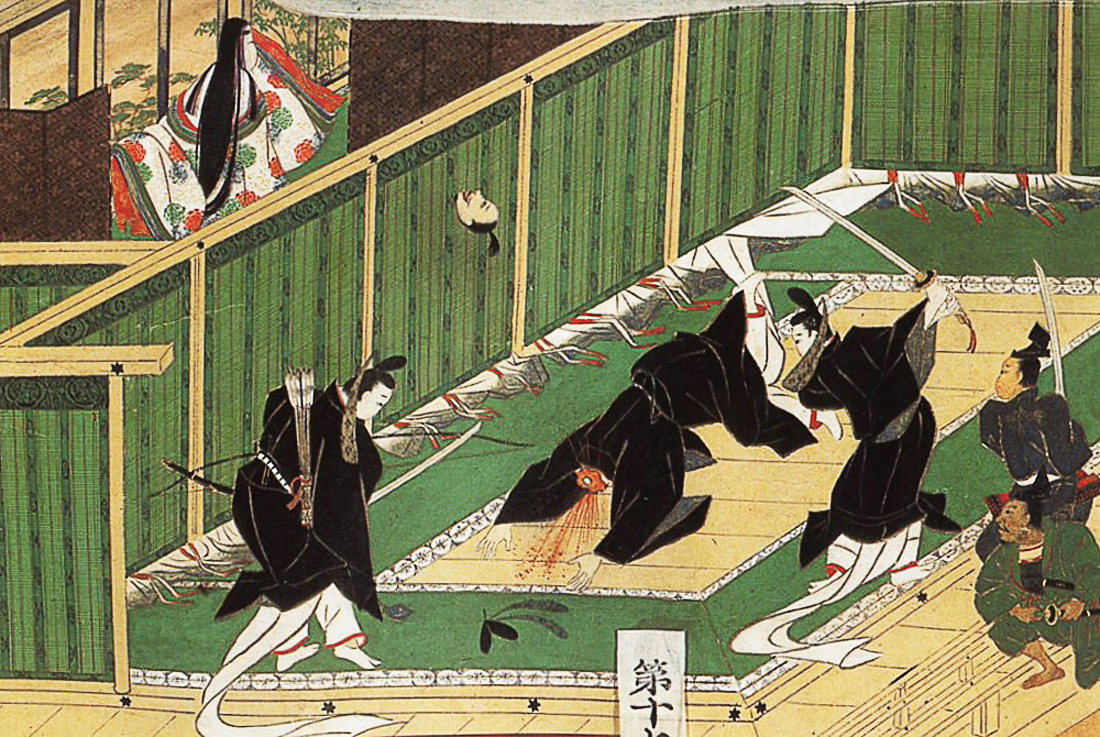
Raffigurazione dell'assassinio di Soga no Iruka dalla pergamena Tōnomine Engi, dipinta durante il periodo Edo (XVII-XIX secolo)

L'incidente di Isshi (乙巳の変?, Isshi no Hen) prende il nome dal termine zodiologico dell'anno 645 durante il quale avvenne la riforma Taika, evento trasformativo nella storia imperiale del Giappone.
L'incidente fu un complotto portato con successo da cospiratori come Nakatomi no Kamatari, il principe Naka no Ōe e altri membri per eliminare il ramo maggiore del clan Soga, complotto che iniziò con l'assassinio di Soga no Iruka.
L'assassinio di Iruka avvenne il 10 luglio 645 (dodicesimo giorno del sesto mese del 645 secondo la tradizione giapponese), durante una cerimonia di corte ai cui i memoriali dei Tre regni di Corea vennero letti da Ishikawa no Maro all'imperatrice Kōgyoku. Il principe Naka no Ōe aveva preparato con cura il complotto, senza tralasciare particolari importanti come la chiusura delle porte del palazzo, la corruzione di varie guardie del palazzo, il nascondere una lancia nella sala dove si teneva la cerimonia, e l'ordine nei confronti di quattro uomini armati di attaccare Iruka. Tuttavia, quando fu chiaro che i quattro uomini erano troppo spaventati per eseguire gli ordini, Naka no si precipitò da Iruka e gli ferì la testa e le spalle. Iruka non morì immediatamente, ma protestò la sua innocenza e impose un'indagine.
Il principe Naka no Ōe implorò la sua causa dinanzi all'imperatrice Kōgyoku, e quando si ritirò per esaminare la questione, le quattro guardie finalmente eseguirono l'ordine dato in precedenza, e finirono Iruka. Poco dopo, il padre di Iruka, Soga no Emishi, si uccise dando fuoco alla sua residenza. L'incendio distrusse la copia del manoscritto del Tennōki e molti altri tesori imperiali che erano stati presi per la salvezza dal clan Soga, ma Fune no Fubitoesaka afferrò rapidamente il Kokki che bruciava dalle fiamme. Più tardi, si dice che lo avesse presentato a Naka no Ōe; tuttavia, non sembrano esserci copie note dell'opera.
La violenza si manifestò effettivamente in presenza dell'imperatrice Kōgyoku, la quale rispose a tale shock determinando la rinuncia al trono. Durante il periodo Asuka, la società giapponese fu sensibile all'"inquinamento", sia spirituale che personale. I decessi erano un evento così sorprendente che avrebbero giustificato giorni di isolamento in un processo incerto che tentava di correggere ciò che sarebbe stato interpretato come una specie di volgarità, e più di tutto, una morte violenta in prossimità fisica dell'imperatrice era considerata tra i peggiori atti di "inquinamento".
Malgrado Kōgyoku volesse abdicare immediatamente in favore di Naka no Ōe, su consiglio di Nakatomi no Kamatari, egli insistette che il trono passasse invece al fratello maggiore Furuhito no Ōe, o allo zio materno (ovvero il fratello di Kōgyoku), il principe Karu. Furuhito risolse l'impasse dichiarando la sua intenzione di rinunciare a qualsiasi pretesa al trono prendendo la tonsura di un monaco buddista. Quello stesso giorno (tradizionalmente il 12 luglio 645), Furuhito no Ōe si rasò i capelli a Hōkō-ji, tra la Sala del Buddha e la pagoda. A quel punto, Kōgyoku abdicò a favore del fratello, che poco dopo salì al trono come l'Imperatore Kōtoku (645-654). Alla morte di questi, Kogyuoku salì di nuovo al trono col nome di Saimei (655-661), e alla morte dell'imperatrice avvenuta il 24 agosto dello stesso 661, Naka no Ōe poté finalmente salire al trono sotto il nome di Tenji (661-672).

### Fonti letterarie
- Aston, William George. (1896). Nihongi: Chronicles of Japan from the Earliest Times to A.D. 697. London: Kegan Paul, Trench, Trubner. [reprinted by Tuttle Publishing, Tokyo, 2007. ISBN 978-0-8048-0984-9]
- Brown, Delmer M. and Ichirō Ishida, eds. (1979). [ Jien, c. 1220], Gukanshō (The Future and the Past, a translation and study of the Gukanshō, an interpretative history of Japan written in 1219). Berkeley: University of California Press. ISBN 0-520-03460-0
- Ponsonby-Fane, Richard Arthur Brabazon. (1959). The Imperial House of Japan. Kyoto: Ponsonby Memorial Society. OCLC 194887
- Louis G. Perez, Japan at War: An Encyclopedia, ABC-CLIO, 8 gennaio 2013, ISBN 978-1-59884-742-0.
- Sakamoto, Tarō, Ienaga Saburō, Inoue Mitsusada and Ōno Susumu. (1965). Nihon Koten Bungaku Taikei: Nihon Shoki. Tokyo: Iwanami Shoten. ISBN 4-00-060068-0
- Shimura, Izuru. (1998). Kōjien, 5th edition. Tokyo: Iwanami Shoten. ISBN 978-4-00-080111-9 (cloth)
- Titsingh, Isaac, ed. (1834). [Siyun-sai Rin-siyo/Hayashi Gahō, 1652], Nipon o daï itsi ran; ou, Annales des empereurs du Japon.  Paris: Oriental Translation Fund of Great Britain and Ireland.
- Varley, H. Paul , ed. (1980). [ Kitabatake Chikafusa, 1359], Jinnō Shōtōki ("A Chronicle of Gods and Sovereigns: Jinnō Shōtōki of Kitabatake Chikafusa" translated by H. Paul Varley). New York: Columbia University Press. ISBN 0-231-04940-4